# Pampán (Bolognesi)
Pampán ist ein Dorf im Distrikt Huasta in der Provinz Bolognesi in der Region Ancash im Westen von Peru.

## Lage
Das Dorf liegt auf einer Höhe von 3100 m eingebettet in einem Tal in den Bergen der Westkordillere am linken Flussufer des nach Süden strömenden Río Pativilca, etwa eine Stunde zu Fuß vom Dorf Chiquián entfernt. Mit dem Bus braucht man drei bis vier Stunden nach Huaraz.

## Beschreibung
Es ist ein kleines Dorf mit 303 Einwohnern (Stand 2017) und existiert erst seit Anfang der 1970er Jahre, als nach dem Erdbeben von Ancash im Jahr 1970 viele Bewohner der Region obdachlos wurden. Pampán wurde von Grund auf aus Lehmziegeln gebaut, um als neues Dorf für viele Opfer des Erdbebens zu dienen.

## Kultur
Es gibt eine Schule im Dorf und ein Projekt ist im Gange, um eine neue Bibliothek zu errichten und aufzubauen.